# Abelardo Luz
Abelardo Luz este un oraș în Santa Catarina (SC), Brazilia.